# Pama (Austria)
Pama (in croato: Bijelo Selo, in ungherese: Lajtakörtvélyes) è un comune austriaco di 1 152 abitanti nel distretto di Neusiedl am See, in Burgenland. Abitato anche da croati del Burgenland, è un comune bilingue.